# Tony Knowles (político)
Anthony Carroll Knowles (Tulsa, Oklahoma, 1 de janeiro de 1943) é um político e executivo americano. Filiado ao Partido Democrata, foi governador do Alasca de 1994 a 2002.